# 林毅東
林毅東（Lam Ngai Tong，1990年1月13日—），生於澳門，澳門足球運動員，司職防守中場。

## 球會生涯
林毅東生於澳門，母親是澳門人，直至1993年移居到香港生活。年輕時跟隨教練李志堅，協助地區球會深水埗升班挑戰甲組，可是深水埗首季就以1勝3和14負的成績，宣告護級失敗。球季結束後，林毅東就與大部份深水埗球員隨李志堅加盟日資的甲組球會橫濱FC香港。
球季完結後，林毅東轉會到乙組球會和富大埔，更在季尾協助大埔奪得聯賽冠軍，得以首度升班到港超聯作賽，結果大埔以1勝4和11負的成績，排名在榜尾降班。在2015/16球季，林毅東再度協助和富大埔奪得聯賽冠軍和升班資格，但他就因工作關係選擇與球會解約，加盟乙組球會淦源，首季即再協助淦源奪得聯賽冠軍和升班到甲組的資格。在2018年夏天，林毅東選擇放棄全職體育教師的工作，以全職球員身份回歸由李志堅執教的港超聯的和富大埔。
2019年夏天，林毅東加盟香港超級聯賽球隊愉園。
2021年7月6日，一眾被欠薪的愉園球員在發起人林毅東帶領下，到足總立案求助。會後林毅東指球員至少「無出糧」半年，今次開會最主要目的是了解足總如何幫助一眾苦主。「阿東」續指原定本月初會安排記者會，惟希望給予更多時間讓球會答覆，最終押後至下周一（12日）才舉行，他透露屆時將會公布球員的欠薪詳情，而球員亦將於周四（8日）到勞工處備案。

## 國際賽生涯
在2013年開始，林毅東獲邀到澳門參與小型球賽事，並開始認識澳門足球。加上在效力和富大埔期間，認識來自澳門代表隊的前鋒梁嘉恆，由於當時與林毅東同位置的，已有當時奧漢倫斯後衛陳敏，故澳門代表隊主教練譚又新未有向林毅東提出徵召。直到2017年暑假，林毅東跟隨梁嘉恆到澳門代表隊跟操。繼而在9月5日主場對印度國家隊的亞洲盃外圍賽，首度代表澳門於國際A級賽亮相，結果澳門0–2見負。

## 榮譽
深水埗
- 香港丙組聯賽冠軍（2009–10季度）
- 香港乙組聯賽冠軍（2010–11季度）

和富大埔
- 香港超級聯賽冠軍（2018–19季度）
- 香港甲組聯賽冠軍（2013–14、2015–16季度）

淦源
- 香港乙組聯賽冠軍（2016–17季度）

## 外部連結
- 香港足球總會網頁球員註冊資料 （页面存档备份，存于）